# Уїздівська сільська рада
| Уїздівська сільська рада — орган місцевого самоврядування у Рогатинському районі Івано-Франківської області з адміністративним центром у с. Уїзд. Утворена 13 березня 1992 року. Сільській раді підпорядковані населені пункти: - с. Уїзд |

## Склад ради
Рада складається з 14 депутатів та голови.

### Керівний склад ради
| ПІБ                       | Основні відомості                                                                | Дата обрання | Дата звільнення |
| ------------------------- | -------------------------------------------------------------------------------- | ------------ | --------------- |
| Гунчак Ярослав Михайлович | Сільський голова, 1948 року народження, освіта                                   | 26.03.2006   | 31.10.2010      |
| Благий Федір Миколайович  | Сільський голова, 1959 року народження, освіта вища, член Народного Руху України | 31.10.2010   |                 |

Примітка: таблиця складена за даними джерела